# Ейтан Боріцер
Ейтан Боріцер (* 1950) — американський дитячий письменник, відомий книгою «Що таке Бог?». Його ілюстрована серія дитячих освітніх книг про складні теми для дітей є популярним навчальним засобом для батьків і вчителів.

## Біографія
Вперше автор публікувався в 1963 році у віці 13 років, коли написав есе у своєму класі англійської мови у середній школі в Бронксі, штат Нью-Йорк, про вбивство Джона Кеннеді. Його есе було включено в спеціальну антологію школярів Нью-Йорка, видану Департаментом освіти міста. Боріцер отримав національне визнання після публікації книги «Що таке Бог?», яку було опубліковано в 1989 році, хоча книга викликала суперечки між релігійними фундаменталістами за її універсалістські погляди.
Ейтан Боріцер проживає у Венеції, штат Каліфорнія, і там також розташоване його видавництво. Він допомагає іншим авторам опублікувати через свою програму «Як видати вашу книгу?» Зараз видавництво Боріцера опублікувало понад 35 інших авторів у різних жанрах, таких як: дитяча література, підліткова література, художні твори для дорослих і нон-фікшн, кулінарні книги, підручники, поезія та книги з мистецтва.
Також Боріцер є вчителем йоги, який регулярно ведене заняття у своєму місті, а також викладає на національному рівні. Він почав викладати йогу і медитацію в 1971 році в Нью-Йорку після 90-денного навчання та традиційних занять йогою в Пудучеррі, Південна Індія. Протягом майже 15 років займався медитацією Віпасана, виконуючи 7 повних 10-денних безмовних курсів медитації. Ейтан також визнаний на національному рівні як ерудований промовець про Вчення Будди.

## Публікації
«Що таке Бог?» була вперше опублікована через 15 років після написання, і після того, як понад 100 видавців, редакторів і літературних агентів відхилили її. Зараз «Що таке Бог?» налічує 26 перевидань та більш ніж 300 000 проданих копій.
При виданні другої книги «Що таке любов?» автор знову зіткнувся з тим самим опором. Щоб надалі уникнути тих ускладнень та перешкод, що з'являються під час спроби видати свою книгу в 1992 році вирішив заснувати власне видавництво — Книги Вероніки Лейн.
З того часу 15 дитячих книжок із серії «Що таке?» продано понад 800 тисяч примірників, а книги опубліковані на 16 мовах

## Переклади
Права на переклад та видання книг Боріцера продані до таких країн: Китай, Індія, Японія, Корея, Бразилія, Мексика, Німеччина, Швеція, Франція, Італія, Туреччина, Боснія, Україна та інші.

## Українські видання
- 2016: «Що таке смерть?» переклад Юлії Пелепчук (видавництво «Чорні вівці»[5])
- 2016: «Що таке любов?» переклад Юлії Пелепчук (видавництво «Чорні вівці»[6])
- 2016:[7])
- 2016: «Що таке краса?» переклад Юлії Пелепчук (видавництво «Чорні вівці»[8])

## Борітцер та Україна
Ейтан Борітцер учасник четвертої національної конференції для учителів EdCamp Ukraine, яка відбулася 2-3 липня 2018 у Харкові, де презентував свої найбільш продавані роботи: «Що таке Бог?», «Що таке смерть?», «Що таке любов?»